# Hivacat
L'Hivacat (Centre Català d'Investigació i Desenvolupament de Vacunes contra la Sida) és un institut d'investigació català que es dedica a la recerca d'una vacuna antisida, basant-se en els controladors d'elit. Està dirigit per Josep Maria Gatell i Bonaventura Clotet i que es va crear el 2006. Treballa amb l'Hospital Clínic i l'Hospital Germans Trias i Pujol. Va tenir un pressupost, cedit per la Generalitat de Catalunya, de 3,2 milions d'euros per a tres anys, de 2006 a 2009.
El febrer de 2010 van presentar un estudi (vegeu Investigació del VIH) al qual van descobrir que la causa del fet que alguns seropositius no desenvolupin mai la sida, sense necessitat de medicaments, fan augmentar el seu nivell de cèl·lules dentrítiques i d'alfa defensines; i des de llavors es dediquen a aplicar-ho en una propera nova vacuna.